# Пазарци
Пазарци (болг. Пазарци) — село в Болгарии. Находится в Кырджалийской области, входит в общину Момчилград. Население составляет 202 человека.

## Политическая ситуация
В местном кметстве Пазарци, в состав которого входит Пазарци, должность кмета (старосты) исполняет Ерол Юсеин Халил (Движение за права и свободы (ДПС)) по результатам выборов правления кметства.
Кмет (мэр) общины Момчилград — Ердинч Исмаил Хайрула (Движение за права и свободы (ДПС)) по результатам выборов в правление общины.